# Myoprocta acouchy
Myoprocta acouchy (nome comum: cutiara) é uma espécie de roedor da família Dasyproctidae.
Pode ser encontrada na Guiana, Suriname, Guiana Francesa e norte do Brasil.